# Бейла
Бейла (на френски: Beyla) е град в Южна Гвинея, регион Нзерекоре. Административен център на префектура Бейла. Населението на града през 2014 година е 32 368 души.